# Biman Bangladesh Airlines
Biman Bangladesh Airlines è la compagnia aerea di bandiera del Bangladesh, fondata nel 1972, che opera con voli nazionali e internazionali; l'hub è a Dacca (aeroporto Internazionale Shahjalal), mentre le basi sono situate a Chittagong (aeroporto Internazionale Shah Amanat) e a Sylhet (aeroporto Internazionale Osmani).

## Storia
La compagnia è stata fondata il 4 gennaio 1972 in seguito all'indipendenza del paese e ha iniziato ad operare i primi voli un mese esatto dopo con un Douglas DC-3; in seguito ad un incidente occorso a questo velivolo sono stati introdotti in flotta diversi Fokker F27 e un Douglas DC-6; il 4 marzo 1972 ha ricevuto il primo di quattro Boeing 707 con il quale ha operato voli di medio e lungo raggio; ha ricevuto il suo primo Fokker F28 nel 1981. Nel 1983 ha iniziato a sostituire i Boeing 707 con tre Douglas DC-10. A fine anni ottanta Biman si è ritrovata ad affrontare una profonda crisi economica dovuta ad aumento dei costi di manutenzione degli aeromobili, aumento del prezzo del petrolio, al mantenimento di rotte non profittevoli e a una dirigenza corrotta. Nel 1990 ha iniziato a operare con tre British Aerospace BAe ATP in sostituzione dei Fokker F27 e nel 1996 ha ricevuto i primi due Airbus A310 da operare a fianco dei DC-10 sui voli a lungo raggio; a causa di diversi problemi relativi alla manutenzione e all'affidabilità dei BAe ATP, nel 2003 la compagnia ha noleggiato due Boeing 737-300. Nel 2004, a causa della prolungata situazione di difficoltà economica, il governo del Bangladesh ha provato a vendere 40% della compagnia ad altre compagnie aeree estere, ottenendo però solo un'offerta da una compagnia aerea australiana non precisata, ritenuta insoddisfacente.
Nel 2007 il governo ha approvato un piano di pensionamenti anticipati per ridurre il personale e la trasformazione della compagnia in una società per azioni. In seguito a questa trasformazione, la compagnia ha manifestato l'interesse nel rinnovare la propria flotta a lungo raggio, a cui ha dato seguito nel 2008 l'ordine di 4 Boeing 777-300ER, 4 Boeing 787-8 e 2 Boeing 737-800 con altri 2 in opzione, noleggiando nel frattempo due Boeing 777-200. Il 20 febbraio 2014 Biman ha dismesso il suo ultimo DC-10, che era l'unico DC-10 passeggeri rimasto in attività, offrendo nove voli panoramici sopra Birmingham; nell'ottobre del 2016 sono stati dismessi gli Airbus A310. Le consegne dei 787, avvenute tra agosto 2018 e dicembre 2019, hanno seguito quelle dei 777 avvenute tra il 2011 e il 2014.

## Servizi

### Classi di volo

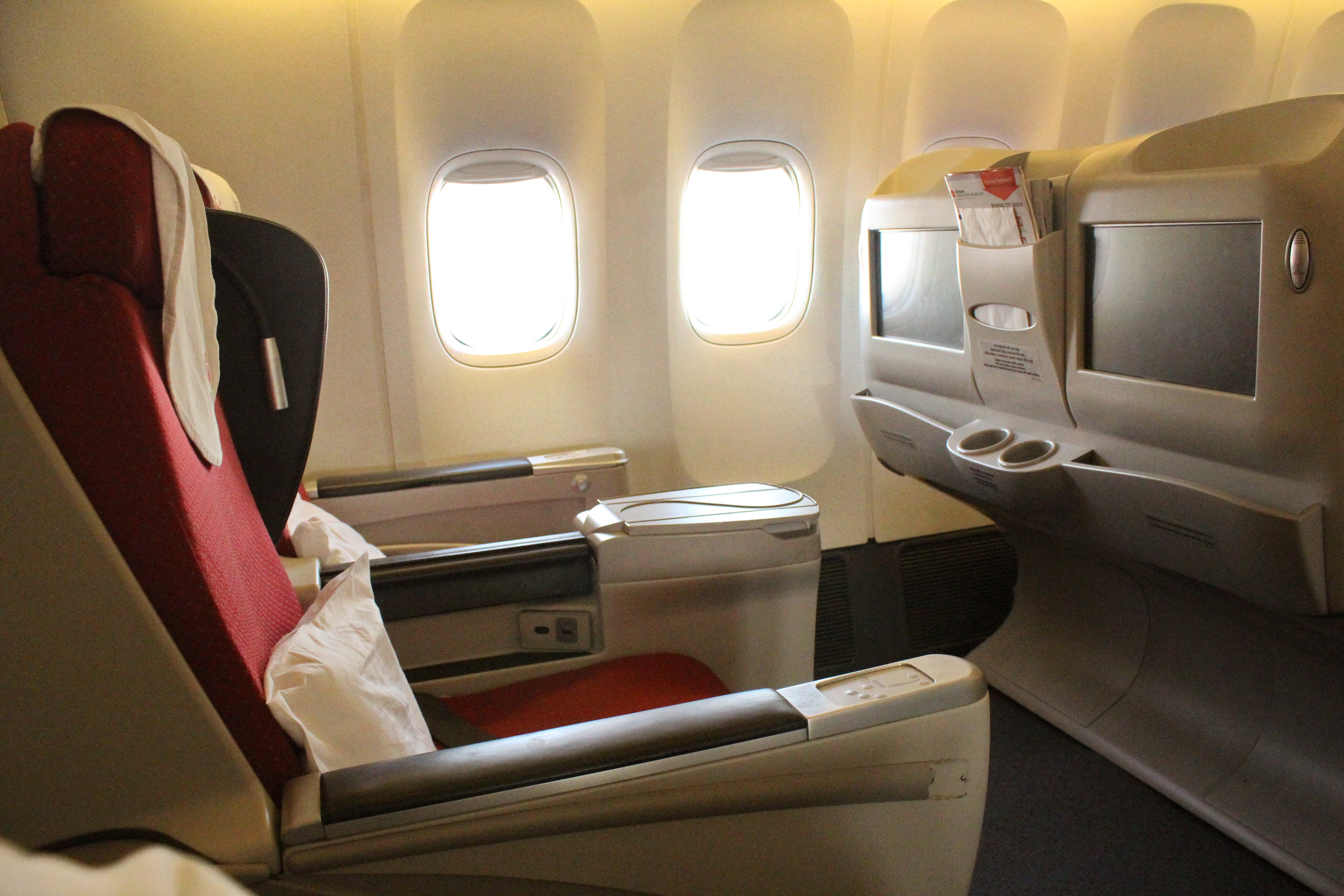
Business class su un 777-300ER nel 2015.

Sulla maggior parte degli aeromobili della compagnia sono presenti due classi: business ed economy. La cabina di Business Class sui Boeing 777 è disposta in una configurazione 2-3-2, mentre la cabina di classe economica è disposta in una configurazione 3-3-3. La Business Class del Boeing 737-800 a fusoliera stretta è impostata in una configurazione 2-2 mentre quella economica è in una disposizione 3-3. I passeggeri di Business Class di Biman Bangladesh Airlines hanno accesso esclusivo alle lounge aeroportuali e alberghiere di tutto il mondo.

### Servizi in volo
Biman ha rilanciato la sua rivista di bordo denominata Bihanga nel settembre 2013. La rivista bimestrale, precedentemente nota come Diganta, e prima ancora Jatri, è pubblicata da Subcontinental Media Group. La rivista è disponibile sia in bengalese che in inglese e tratta argomenti riguardanti il Bangladesh e le destinazioni della compagnia. Biman ha lanciato le vendite duty-free in volo nel marzo 2014, con il marchio Biman Boutique. I prodotti duty-free includono profumi, cosmetici, gioielli, orologi, regali per bambini, cioccolatini, tabacco. Nel 2014, Biman ha lanciato kit di cortesia per bambini a bordo che includono libri da colorare, articoli di cancelleria, bambole e puzzle. Biman di solito non serve bevande alcoliche sui suoi voli in classe economica, tuttavia i passeggeri di Business Class hanno accesso esclusivo alle lounge di tutto il mondo.
I nuovi Boeing 777 e 787 sono dotati di moderni sistemi di intrattenimento in volo. Ogni sedile è dotato di display touch screen personali che vengono caricati con film, canzoni e giochi. Ha anche mappe in movimento ad alta risoluzione e informazioni di volo in tempo reale. Tutto questo è disponibile in due lingue: inglese e bengalese.
A partire dai Boeing 787 Dreamliner appena consegnati, Biman Bangladesh Airlines ha lanciato a bordo servizi Internet, Wi-Fi, telefonia mobile, streaming di film e streaming TV in diretta da settembre 2018 nella maggior parte dei nuovi aerei della sua flotta. Venticinque satelliti sono stati schierati per questo scopo. Da marzo 2017, Biman ha iniziato a offrire opzioni di pasti e bevande nuove e diversificate nei suoi voli, compresi i pacchetti di pasti per diabetici e per bambini, che vengono rivisti e aggiornati ogni tre mesi. Tutti i pasti serviti a bordo dei voli Biman sono Halal e in Business Class sono offerti menu à la carte.

### Programma frequent flyer
Biman ha lanciato un programma frequent flyer, chiamato Biman Loyalty Club, nel novembre 2013. Offre premi come vantaggi a livelli, bonus di miglia, bagaglio extra, accesso alle lounge e check-in prioritario negli aeroporti. A luglio 2014, il programma contava 8.000 membri.

### Biman Cargo

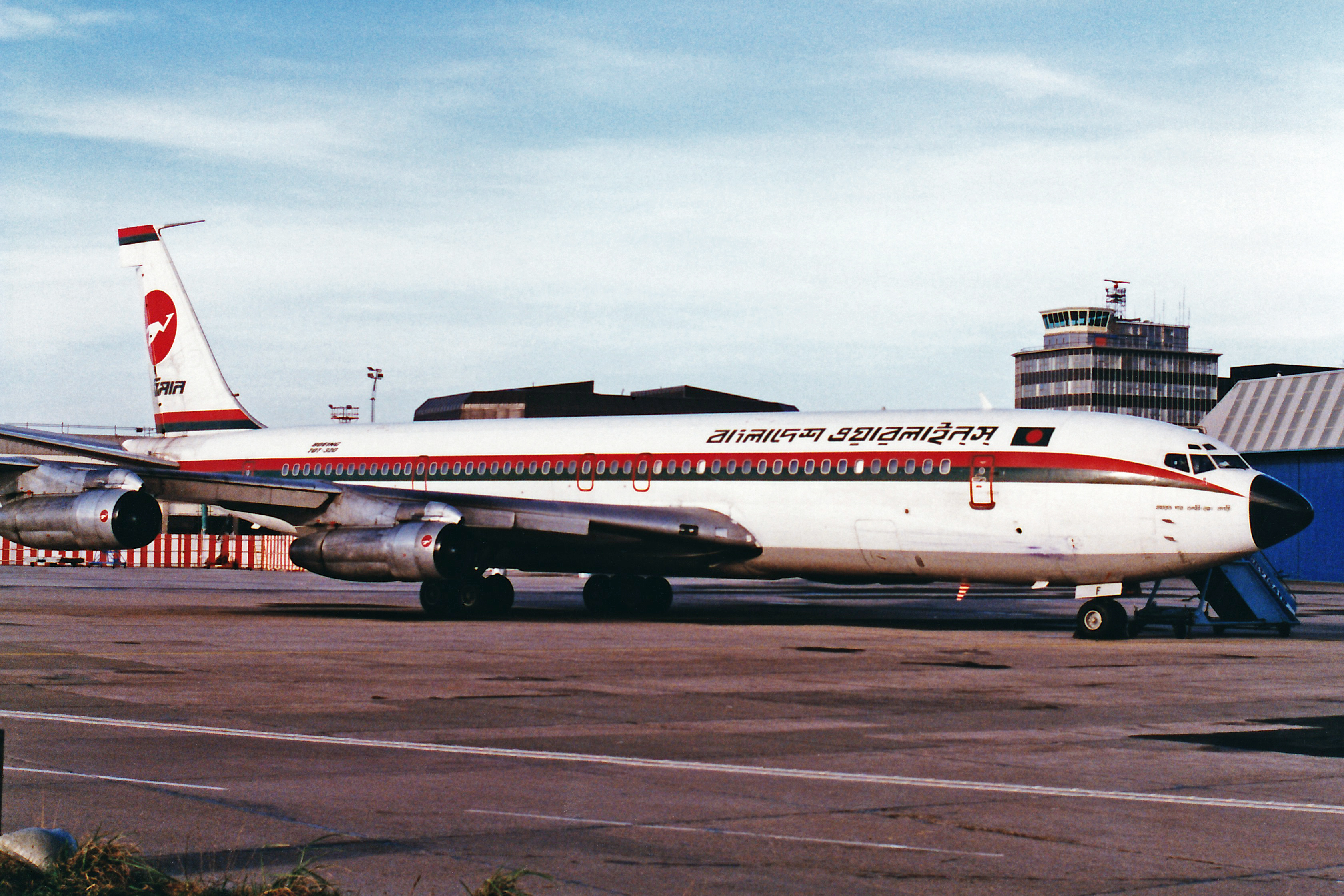
Un Boeing 707-320C operante un volo cargo visto a Manchester nel 1989.

Biman gestisce anche un servizio cargo utilizzando le stive dei suoi aerei passeggeri per spedire merci verso destinazioni internazionali. Ha istituito un Cargo Village presso l'aeroporto Internazionale di Hazrat Shahjalal a Dacca, dove il carico viene imballato ed etichettato prima di essere caricato sui suoi aerei per la spedizione all'estero. L'industria delle merci aviotrasportate in Bangladesh è cresciuta del 16,5% nell'anno fiscale 2003-04. Gli operatori privati hanno aumentato la loro quota del mercato cargo del 10,6% e sono stati responsabili della movimentazione del 24% delle 99.000 tonnellate totali di merci a spese sia di Biman che delle compagnie aeree straniere che hanno visto una riduzione delle loro quote rispettivamente del 4,6% e del 6,0%. Le compagnie aeree straniere hanno gestito il 47% del carico totale con Biman che ha assunto il restante 29% nell'anno fiscale 2003-04.
Nel marzo 2018, Biman Bangladesh Airlines ha ricevuto le certificazioni ACC3 e RA-3 (Agente di regolamentazione per paesi terzi) dall'Unione Europea che consentono voli cargo diretti verso tutte le destinazioni in Europa. ACC3 sta per Air Cargo o Mail Carrier che opera in Europa da un aeroporto di un paese terzo. Queste certificazioni sono state ottenute con successo dopo che il governo del Bangladesh ha aggiornato l'aeroporto Internazionale di Hazrat Shahjalal (HSIA) e ne ha migliorato la sicurezza, inclusa l'installazione di sistemi di rilevamento esplosivi (EDS), Explosive Detection Dogs (EDD) e Explosive Trace Detection (EDT).  Grazie del miglioramento degli standard di sicurezza, anche il Biman Cargo Village e l'aeroporto di Dacca (HSIA) hanno ottenuto contemporaneamente le certificazioni ACC3 e RA-3 e presso HSIA è stato costruito un magazzino conforme allo standard RA-3 per il trasporto merci con destinazione Europa dove l'ingresso è limitato a tutti tranne personale Biman accreditato.

## Flotta

### Flotta attuale

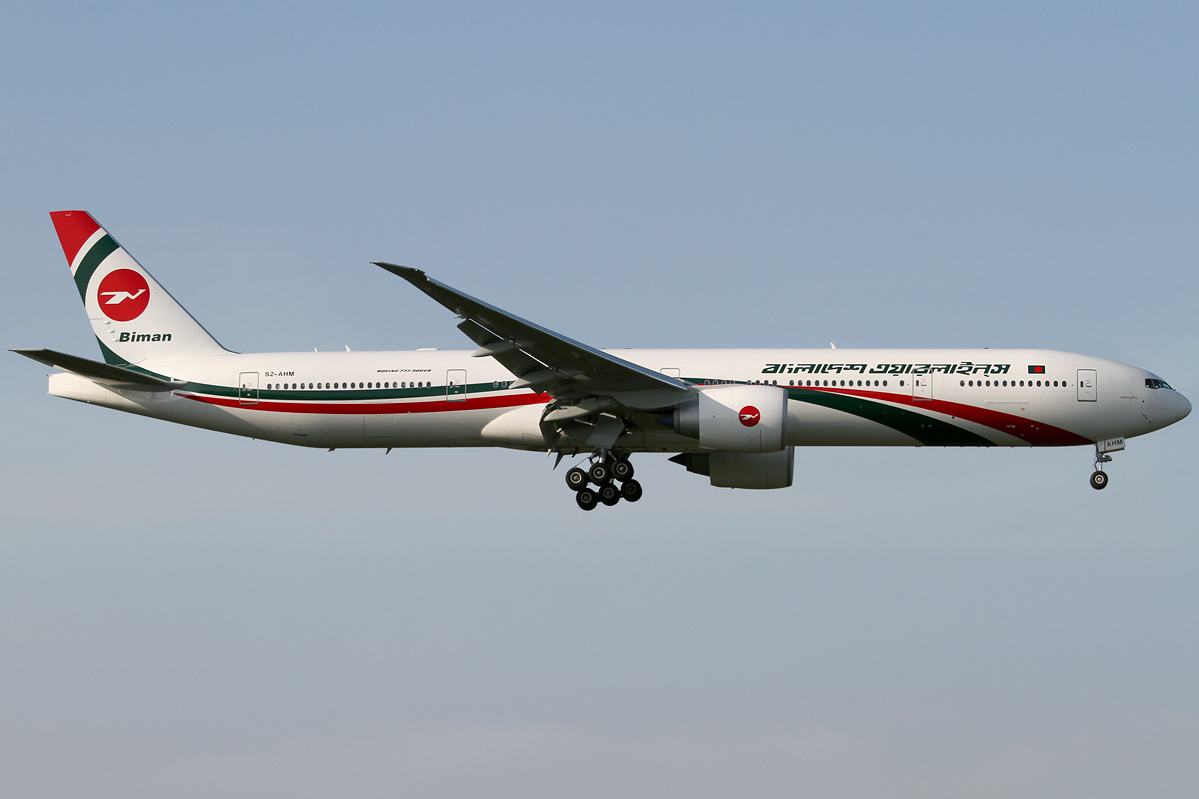
Un Boeing 777-300ER.

A febbraio 2024 la flotta di Biman Bangladesh Airlines è così composta:

### Flotta storica

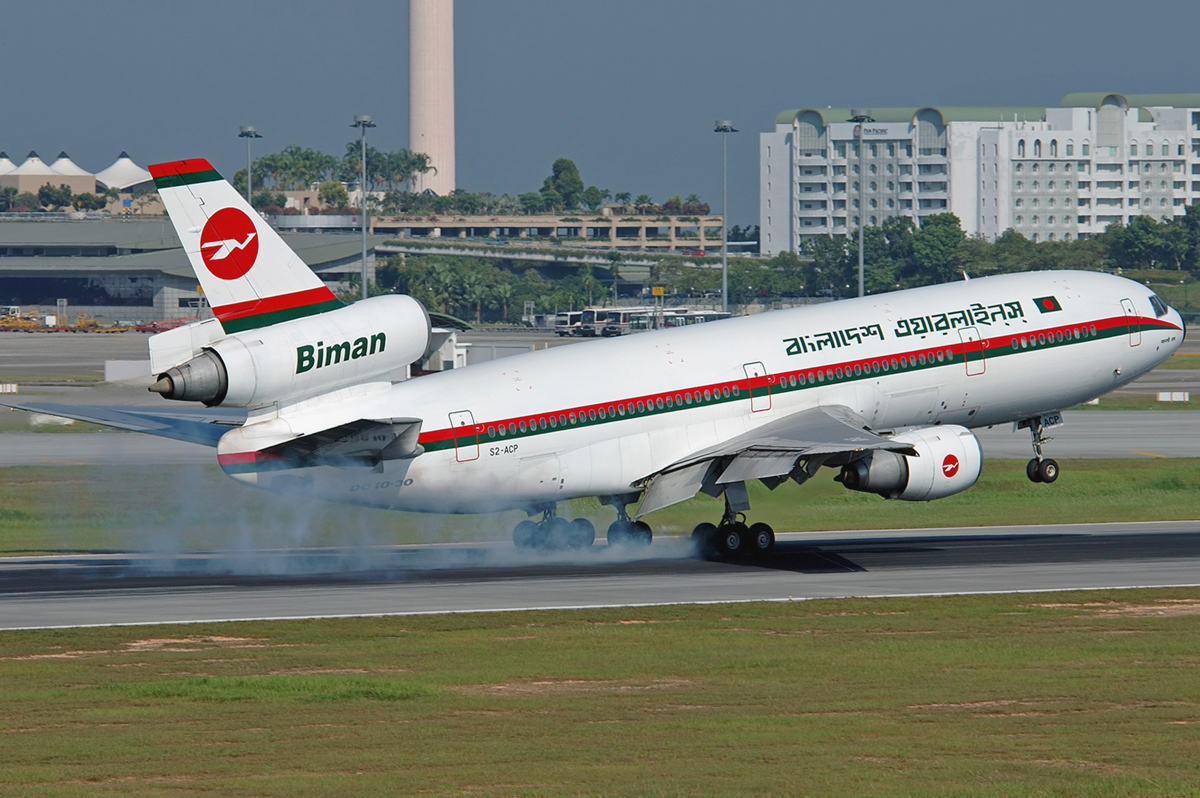
Un McDonnell Douglas DC-10-30.

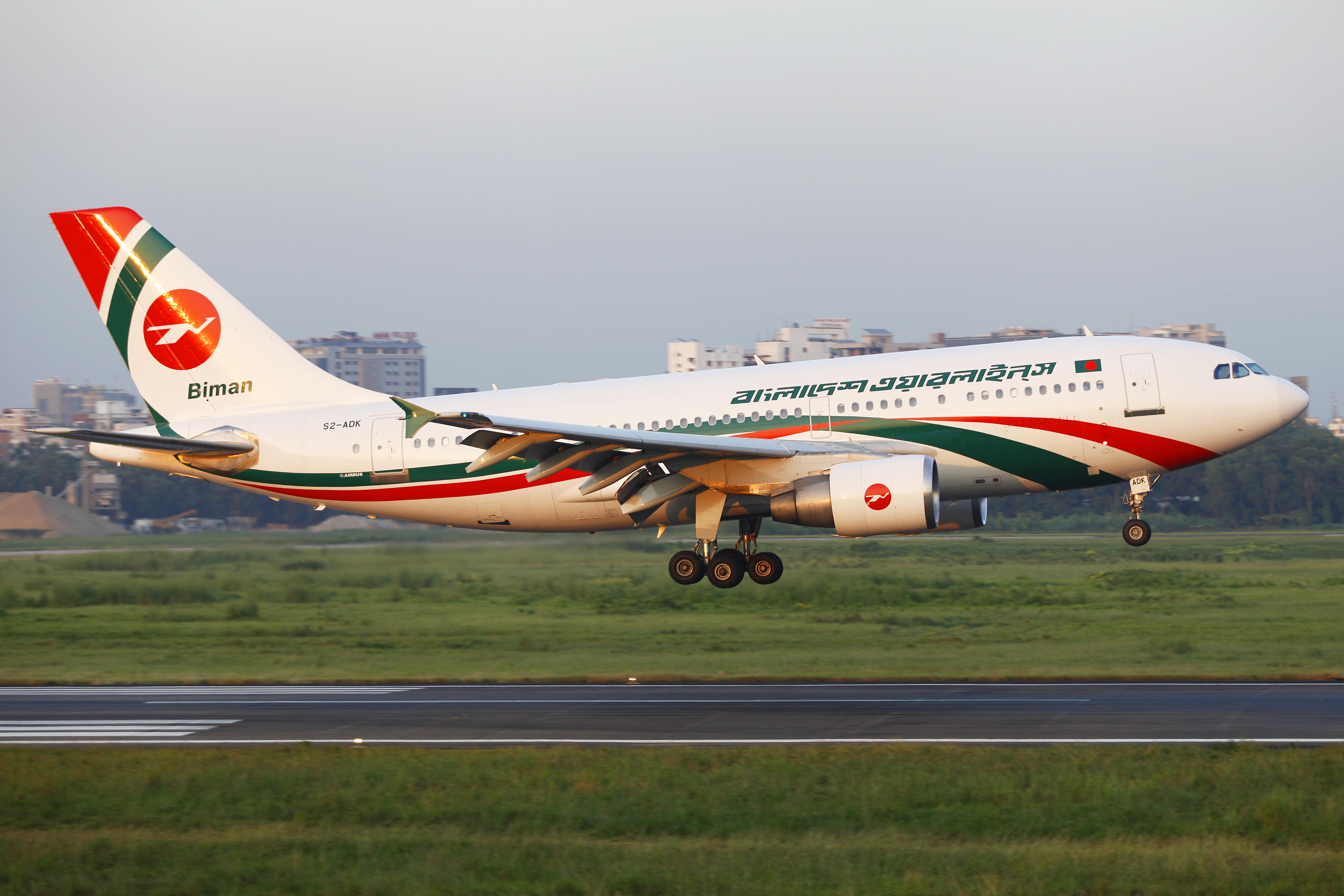
Un Airbus A310-300.

Biman Bangladesh Airlines operava in precedenza con i seguenti aeromobili:
- Airbus A310-300
- BAe ATP
- Boeing 707-120B
- Boeing 707-320
- Boeing 707-320B
- Boeing 707-320C
- Boeing 737-300
- Boeing 747-200B
- Boeing 747-300
- Boeing 747-300SCD
- Boeing 747-400
- Boeing 777-200
- Boeing 777-200ER
- Douglas DC-3
- Douglas DC-6B
- Douglas DC-8-40
- Douglas DC-8-50
- Fokker F27-200
- Fokker F27-600
- Fokker F28-4000
- McDonnell Douglas DC-10-15
- McDonnell Douglas DC-10-30
- McDonnell Douglas DC-10-30ER
- McDonnell Douglas MD-80

## Incidenti
- 10 febbraio 1972: l'unico aereo in flotta, un Douglas DC-3, si schiantò vicino a Dacca durante un volo di addestramento, provocando la morte di tutti i 5 membri dell'equipaggio.[30]
- 5 agosto 1984: il Fokker F27 S2-ABJ precipitò in uno specchio d'acqua a 500 metri dalla testata della pista 14 dell'aeroporto di Dacca dopo avere effettuato due go around sulla pista 14 e sulla pista 32, provocando la morte di tutti i 4 membri dell'equipaggio e dei 45 passeggeri a bordo; rimane il più grave incidente aereo verificatosi in Bangladesh.[31]
- 1º luglio 2005: il Douglas DC-10-30 S2-ADN operante il volo BG 048 da Dubai a Dacca con scalo intermedio a Chittagong uscì fuori dalla pista 23 di Chittagong a causa di condizioni meteo avverse, subendo il collasso del carrello posteriore destro e il distacco del motore n. 3; non si verificarono vittime, ma l'aereo venne dismesso a causa degli ingenti danni subiti.[32]
- 24 febbraio 2019: il volo Biman Bangladesh Airlines 147, operato dal Boeing 737-800 S2-AHV da Dacca a Dubai con scalo a Chittagong, ha subito un dirottamento nella prima fase del volo, quando un uomo armato di pistola giocattolo si è diretto verso la cabina di pilotaggio chiedendo di parlare con il Primo Ministro Sheikh Hasina. L'aereo è atterrato in sicurezza a Chittagong dove è stato attaccato dalle forze speciali dopo il fallimento di una trattativa con il dirottatore, rimasto ucciso. Nello scontro a fuoco una assistente di volo è rimasta ferita.[33]
- 8 maggio 2019: il volo Biman Bangladesh Airlines 060, operato da un Bombardier Q400 da Dacca a Yangon, è uscito di pista a causa delle forti piogge e venti trasversali durante l'atterraggio all'aeroporto di Yangon in Myanmar. Una ventina di persone, tra cui un pilota e un'assistente di volo, sono rimaste leggermente ferite.[34]